# Aponogeton distachyos
Aponogeton distachyos, “Cape Pond Weed” em inglês ou “waterblommetjie” (“florzinha-da-água” em língua africaner) é uma planta aquática endémica da África do Sul. É cultivada naquele país uma vez que as suas flores e botões são muito apreciadas, principalmente para preparar um guisado chamado “waterblommetjiebredie”. 